# Coulobres
Coulobres é uma comuna francesa na região administrativa de Occitânia, no departamento de Hérault. Estende-se por uma área de 2,99 km². Em 2010 a comuna tinha 361 habitantes (densidade: 120,7 hab./km²).